# Langlaufen op de Paralympische Winterspelen 2006
De IXe Paralympische Winterspelen werden in 2006 gehouden in Turijn, Italië.

## Mannen
| \| Rank \| Land \| Tijd \| \| ---- \| ---- \| ------- \| \| 1 \| NOR \| 39:58.5 \| \| 2 \| RUS \| 40:00.1 \| \| 3 \| UKR \| 40:06.9 \| |      |         |
| Rank | Land | Tijd    |
| 1 | NOR  | 39:58.5 |
| 2 | RUS  | 40:00.1 |
| 3 | UKR  | 40:06.9 |

### 5 km
| Klasse          |         | land | Goud              | land | Zilver            | land | Brons              |
| --------------- | ------- | ---- | ----------------- | ---- | ----------------- | ---- | ------------------ |
| zittend         | 15:57.9 | RUS  | Taras Kryjanovski | UKR  | Iurii Kostiuk     | FRA  | Alain Marguerettaz |
| staand          | 13:07.7 | USA  | Steven Cook       | BLR  | Siarhei Silchanka | GER  | Thomas Oelsner     |
| visueel beperkt | 11:35.1 | CAN  | Brian McKeever    | GER  | Frank Hoefle      | NOR  | Helge Flo          |

### 10 km
| Klasse          |         | land | Goud              | land | Zilver             | land | Brons              |
| --------------- | ------- | ---- | ----------------- | ---- | ------------------ | ---- | ------------------ |
| zittend         | 27:16.3 | RUS  | Taras Kryjanovski | RUS  | Sergej Sjilov]     | UKR  | Iurii Kostiuk      |
| staand          | 28:31.2 | USA  | Steven Cook       | RUS  | Alfis Makamedinov  | RUS  | Kirill Mikhaylov   |
| visueel beperkt | 26:09.5 | CAN  | Brian McKeever    | BLR  | Vasili Shaptsiaboi | RUS  | Verlay Koupchinsky |

### 15 km
| Klasse  |         | land | Goud          | land | Zilver            | land | Brons         |
| ------- | ------- | ---- | ------------- | ---- | ----------------- | ---- | ------------- |
| zittend | 45:57.8 | UKR  | Iurii Kostiuk | RUS  | Taras Kryjanovski | RUS  | Sergej Sjilov |

### 20 km
| Klasse          |           | land | Goud             | land | Zilver            | land | Brons              |
| --------------- | --------- | ---- | ---------------- | ---- | ----------------- | ---- | ------------------ |
| staand          | 1:01:11.1 | RUS  | Kirill Mikhaylov | RUS  | Alfis Makamedinov | USA  | Steven Cook        |
| visueel beperkt | 1:05:26.3 | UKR  | Oleh Munts       | CAN  | Brian McKeever    | BLR  | Vasili Shaptsiaboi |

## Vrouwen
| \| Rank \| Land \| Tijd \| \| ---- \| ---- \| ------- \| \| 1 \| RUS \| 23:31.4 \| \| 2 \| BLR \| 24:10.1 \| \| 3 \| UKR \| 24:54.5 \| |      |         |
| Rank | Land | Tijd    |
| 1 | RUS  | 23:31.4 |
| 2 | BLR  | 24:10.1 |
| 3 | UKR  | 24:54.5 |

### 2.5 km
| Klasse  |        | land | Goud            | land | Zilver           | land | Brons             |
| ------- | ------ | ---- | --------------- | ---- | ---------------- | ---- | ----------------- |
| zittend | 8:27.9 | UKR  | Olena Iurkovska | BLR  | Liudmila Vauchok | UKR  | Lyudmyla Pavlenko |

### 5 km
| Klasse          |         | land | Goud               | land | Zilver               | land | Brons             |
| --------------- | ------- | ---- | ------------------ | ---- | -------------------- | ---- | ----------------- |
| zittend         | 16:39.7 | UKR  | Olena Iurkovska    | BLR  | Liudmila Vauchok     | CAN  | Colette Bourgonje |
| staand          | 17:15.3 | POL  | Katarzyna Rogowiec | RUS  | Anna Burmistrova     | UKR  | Yuliya Batenkova  |
| visueel beperkt | 16:54.3 | GER  | Verena Bentele     | RUS  | Tatiana Ilioutchenko | RUS  | Lioubov Vasilieva |

### 10 km
| Klasse          |          | land | Goud              | land | Zilver               | land | Brons                 |
| --------------- | -------- | ---- | ----------------- | ---- | -------------------- | ---- | --------------------- |
| zittend         | 32:52.8  | BLR  | Liudmila Vauchok  | UKR  | Olena Iurkovska      | CAN  | Colette Bourgonje     |
| staand          | 37:10.63 | RUS  | Anna Burmistrova  | UKR  | Yuliya Batenkova     | FRA  | Anne Floriet          |
| visueel beperkt | 33:20.7  | RUS  | Lioubov Vasilieva | RUS  | Tatiana Ilioutchenko | BLR  | Yadviha Skarabahataya |

### 15 km
| Klasse          |           | land | Goud               | land | Zilver                | land | Brons                |
| --------------- | --------- | ---- | ------------------ | ---- | --------------------- | ---- | -------------------- |
| staand          | 1:06:41.3 | POL  | Katarzyna Rogowiec | RUS  | Anna Burmistrova      | UKR  | Yuliya Batenkova     |
| visueel beperkt | 53:57.6   | RUS  | Lioubov Vasilieva  | BLR  | Yadviha Skarabahataya | RUS  | Tatiana Ilioutchenko |

## Deelnemende landen Langlaufen 2006
- NOR
- RUS
- UKR
- GER
- USA
- FRA
- MGL
- ITA
- CHN
- JPN
- AUT
- BLR
- POL
- BUL
- SVK
- SUI
- CAN
- FIN
- AUS
- KAZ

Alpineskiën · Biatlon · Langlaufen · Rolstoelcurling · Sledgehockey
1976 · 1980 · 1984 · 1988 · 1992 · 1994 · 1998 · 2002 · 2006 · 2010 · 2014